# Sauquillo de Cabezas
Sauquillo de Cabezas es un municipio de España, en la provincia de Segovia, comunidad autónoma de Castilla y León. Tiene una superficie de 20,28 km².

## Geografía

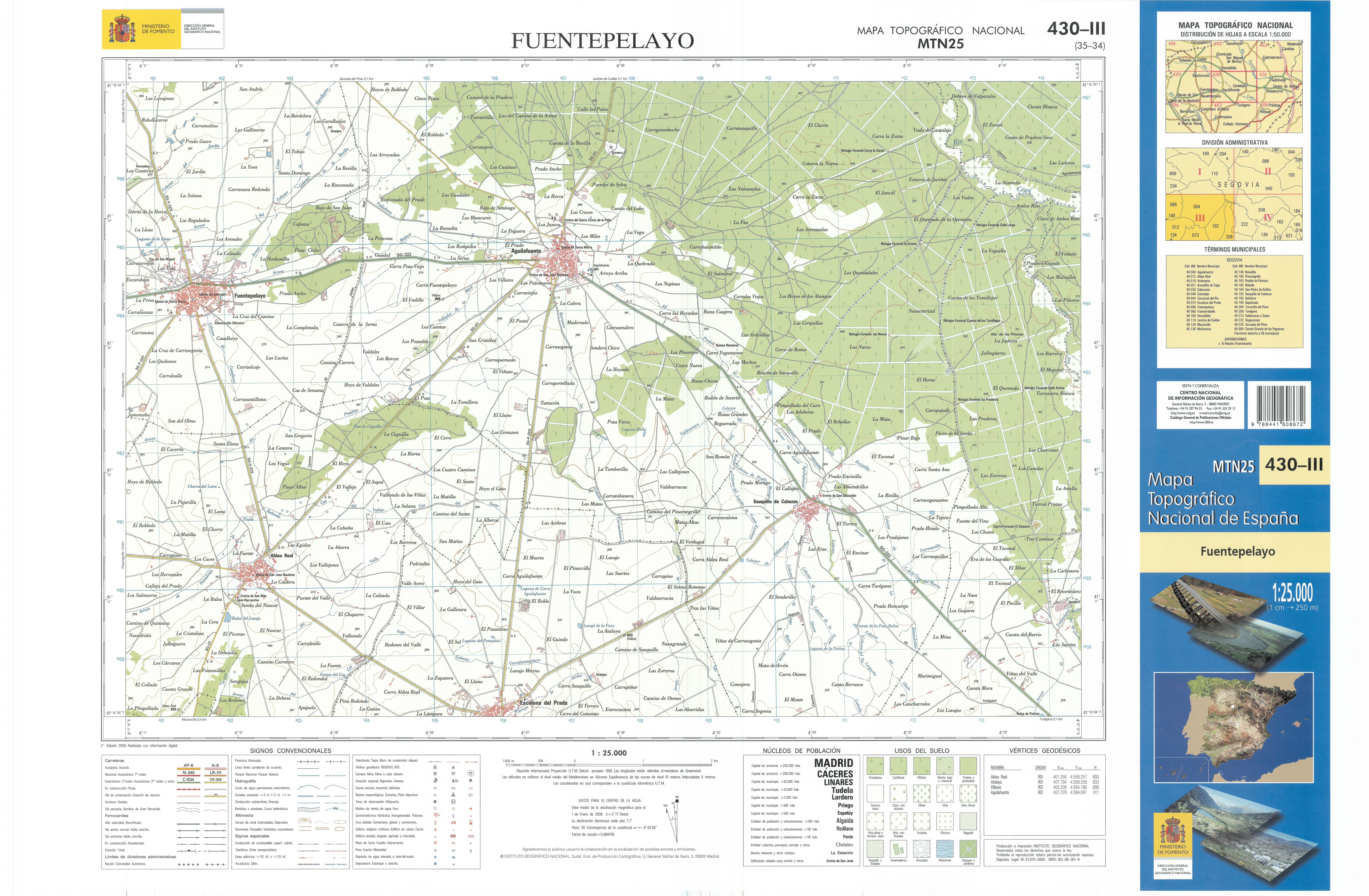
Fragmento de la hoja 430 del Mapa Topográfico Nacional de España de 2008 en el que se representa Sauquillo de Cabezas

| Noroeste: Aguilafuente       | Norte: Aguilafuente, Cabezuela | Noreste: Turégano |
| Oeste: Aguilafuente          |                                | Este: Turégano    |
| Suroeste: Escalona del Prado | Sur: Torreiglesias             | Sureste: Turégano |

## Historia

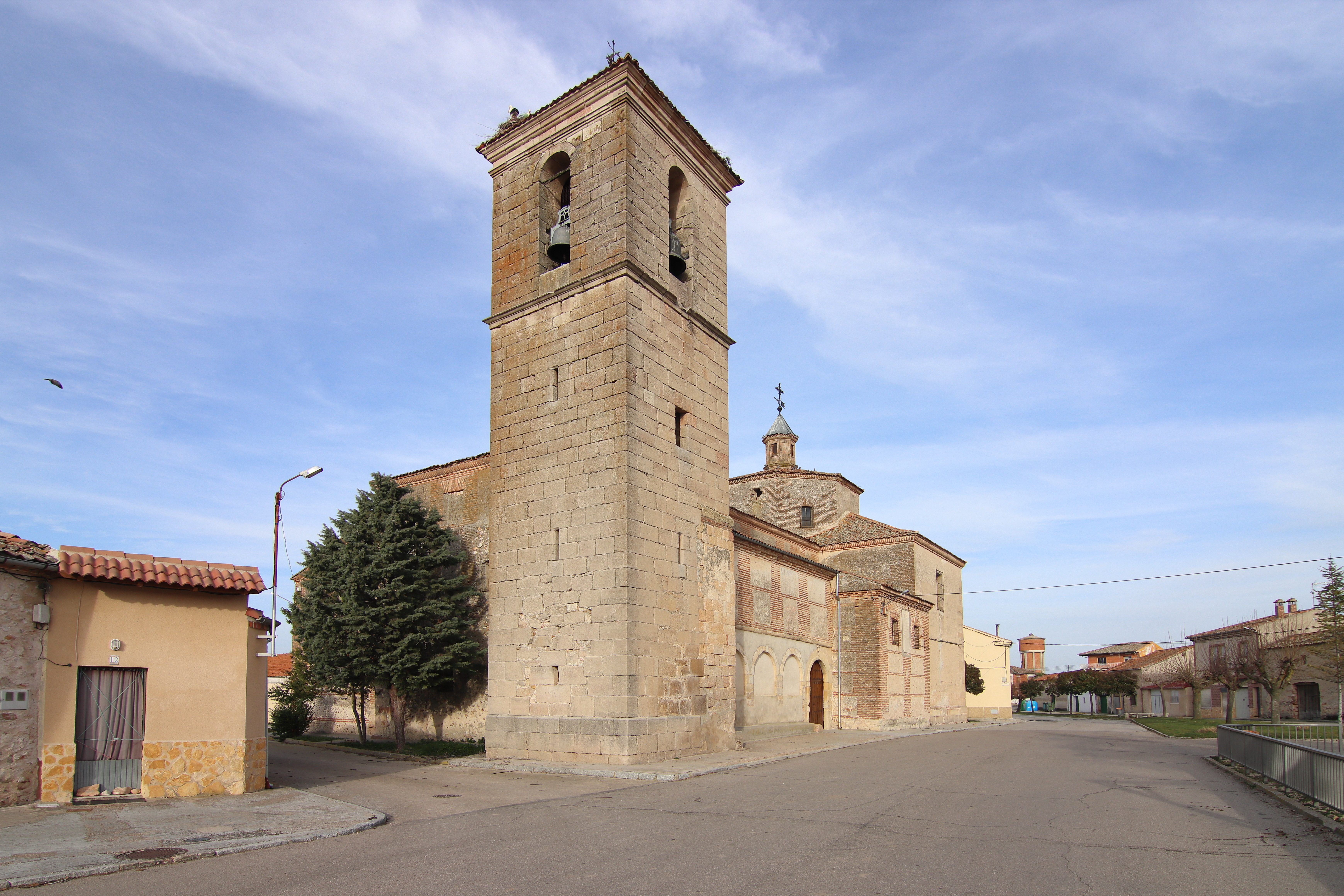
Iglesia de San Pedro Apóstol

Integrado en el Sexmo de Cabezas de Comunidad de ciudad y tierra de Segovia  además de Sauquillo incluye a Aldea Real, Bernuy, Cantimpalos, Cabañas, Carbonero, Encinillas, Escalona, Escarabajosa, Mata de Quintanar, Mozoncillo, Otones, Parral de Villovela, Pinarnegrillo, Pinillos de Polendos, Escobar de Polendos, Roda, Tabanera, Valseca y Villovela.

## Demografía
Cuenta con una población de 137 habitantes (INE 2024).
| Gráfica de evolución demográfica de Sauquillo de Cabezas entre 1842 y 2021                                            |
| |
| Población de derecho según los censos de población del INE. Población de hecho según los censos de población del INE. |

## Administración y política

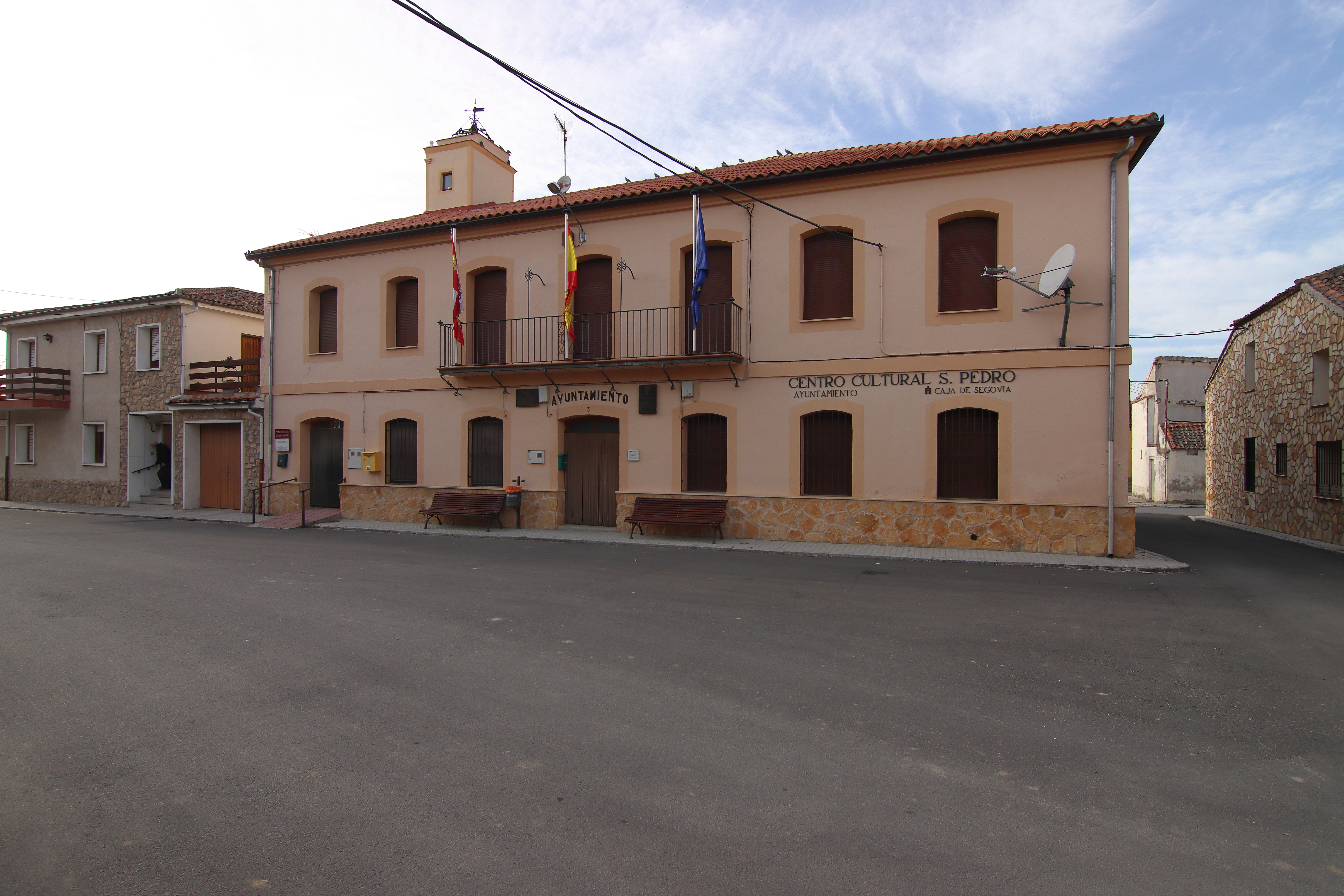
Casa consistorial

| Periodo   | Nombre                       | Partido |
| --------- | ---------------------------- | ------- |
| 1979-1983 | Pedro L. Merino Martín       | UCD     |
| 1983-1987 | Juan Carlos Monedero Remondo | PSOE    |
| 1987-1991 | Santiago Domingo Velasco     | AP      |
| 1991-1995 | Santiago Domingo Velasco     | PP      |
| 1995-1999 | Santiago Domingo Velasco     | PP      |
| 1999-2003 | Raúl Sanz Domingo            | PP      |
| 2003-2007 | Raúl Sanz Domingo            | PP      |
| 2007-2011 | Raúl Sanz Domingo            | PP      |
| 2011-2015 | María del Carmen Bermejo     | PP      |
| 2015-2019 | María del Carmen Bermejo     | PP      |
| 2019-2023 | María del Carmen Bermejo     | PP      |
| 2023-act. | Lourdes Migueláñez Matesanz  | PP      |

## Cultura

### Leyenda del Tuerto Pirón
El Tuerto de Pirón era un bandolero nacido en el municipio de Santo Domingo de Pirón. Fernando Delgado Sanz, apodado el Tuerto de Pirón, robaba a los ricos, asaltaba iglesias y caminos, Sauquillo de Cabezas en el entorno del río Pirón fue uno de los lugares donde tuvo más actividad.